# Appareil urinaire

1. Appareil urinaire humain :
2. Rein,
3. Pelvis rénal,
4. Uretère,
5. Vessie,
6. Urètre.
7. Glande surrénale,
8. Artère et veine rénales,
9. Veine cave inférieure,
10. Aorte abdominale,
11. Artère et veine iliaques communes,
12. Foie,
13. Gros intestin,
14. Pelvis.

L’appareil urinaire du système excréteur est l’appareil permettant l’évacuation des produits du catabolisme d'un vertébré sous une forme liquide, l'urine, et assure par conséquent l'épuration du sang ainsi que le maintien de l'homéostasie au sein de l'organisme. Aussi, il maintient l'équilibre sanguin, soit le volume et la composition chimique du sang. Pour ce faire il élimine entre autres les surplus de certains minéraux, nommés électrolytes, et renvoie dans le sang les substances utiles au bon fonctionnement de l'organisme. Chaque jour, un être humain produit 800 à 2000 millilitres d'urine. L'appareil urinaire fait partie du système excréteur.
Le système excréteur est constitué des organes excréteurs (néphridies, tubes de Malpighi chez les invertébrés, reins chez les vertébrés, cellules à chlorures des branchies des téléostéens, glandes à sel des oiseaux, et les canaux excréteurs associés).
Le système urinaire ou appareil urinaire est un ensemble d'organes dont le rôle est de filtrer puis d'évacuer les déchets de l'organisme sous forme liquide. Il comprend chez les vertébrés une succession d'organes rétro- puis sous-péritonéaux : les reins, qui fabriquent l'urine, et les voies excrétrices urinaires extrarénales constituées par les deux uretères qui transportent l'urine, la vessie qui la stocke et l'urètre qui permet de l'évacuer (phénomène de miction qui aboutit à l'évacuation périodique, complète et contrôlée des urines)

## Anatomie et fonctionnement
L'appareil urinaire se compose des reins, des uretères, de la vessie, de l'urètre et du méat urinaire. Il se forme et commence à fonctionner avant la naissance. Quand la vessie contient 250 mL d'urine, l'envie d'uriner se fait sentir.
Le rôle de cet appareil est de former l'urine qui sera évacuée. L'urée est excrétée par les reins qui fabriquent l'urine ; cette urine est acheminée par l'uretère jusqu'à la vessie, une poche retenant l'urine, ensuite rejetée à l'extérieur de l'organisme lors de la miction par l'urètre s'abouchant au méat urinaire.

### Reins
Le corps humain possède deux reins. Toutefois, un seul rein peut suffire à l'accomplissement des fonctions d'épuration et d'élimination.
Ils ont la taille d'un poing, la forme d'un haricot et sont de couleur bordeaux. Les reins sont fixés sous les côtes de part et d'autre de la colonne vertébrale, ils sont en liaison avec l'artère rénale, par laquelle arrive le sang à filtrer.
Le rein possède une fonction sécrétoire (filtration du sang au niveau des glomérules) puis excrétoire à partir du pyelon (triangle à base issue du hile rénal) origine de l'uretère. On parle de jonction pyelo-urétérale. Chaque rein contient environ 1 million de néphrons. Sur chaque rein, on retrouve des glandes surrénales. Elles sécrètent des hormones qui modifient la quantité des urines produites. Le sang est épuré au niveau du néphron, dans lequel certains éléments sont réabsorbés (ions minéraux, glucose, eau, acides aminés) et retourneront à la circulation sanguine par la veine rénale.
Les déchets récupérés constituent une urine primitive qui sera déversée dans le bassinet, puis dans l'uretère attenant au rein dont elle est issue.

### Uretères
Ils sont le prolongement des reins. Leur rôle est de collecter l'urine au niveau du bassinet. Ils se présentent comme des tubes dont l'extrémité supérieure prend une forme d'entonnoir, composée de fibres musculaires lisses évitant les reflux d'urine. L'uretère se dirige vers le bas, en avant et  dedans pour rejoindre la partie postéro-supérieure de la vessie. On distingue ainsi à l'uretère  quatre parties :
- l'uretère lombaire (12 cm) ;
- l'uretère iliaque (3 cm) ;
- l'uretère pelvien (12 cm) ;
- l’uretère mural ou vésical (correspond à la traversée de la paroi vésicale par l’uretère).

### Vessie
La vessie se présente sous la forme d'une poche dont les parois sont faites de muscles lisses (le détrusor) et de tissu épithélial et voit s'aboucher à sa partie inférieure l'urètre : on parle de col vésico-urétral.
Elle recueille l'urine qui lui parvient par les uretères. Sa capacité est d'environ 300 à 600 ml. L'urine est évacuée au niveau de l'urètre lors de la miction.
Le contrôle de la miction est réalisé par un sphincter lisse à commande involontaire et par un sphincter strié volontaire utilisé en cas de retenue forcée (ou en période post-opératoire).

### Urine
Constituée en majeure partie d'eau 95 %, de sels minéraux 2 % (chlorures, phosphates, sulfates, sels ammoniacaux) et des matières organiques 3 % (urée, créatine, acide urique, acide hippurique).
Son nom vient d'une molécule issue de la dégradation des protéines : l'urée. Celle-ci est en partie responsable de la couleur jaunâtre de l'urine.
En moyenne, les reins produisent 800 à 2000 mL d'urine chaque jour.
La couleur de l'urine provient de deux pigments : l'urochrome et l'urobiline. La couleur de l'urine peut beaucoup varier sur 24 heures, car le taux d'urobiline varie énormément en fonction de la sécrétion biliaire.

## Pathologies liées à l'appareil urinaire

### Inflammations
La cystite, la néphrite, la pyélonéphrite ainsi que l'urétrite sont des inflammations des organes de l'appareil urinaire.

### Glycosurie
La glycosurie représente le taux de glucose dans l'urine. Sa valeur normale est nulle.
Le glucose est en principe filtré et réabsorbé par le rein. Au-delà d'une certaine glycémie (taux de glucose sanguin), les capacités de réabsorption du rein, qui sont d'environ 9mmol/L, sont saturées : l'excédant est donc évacué par l'urine.
Une glycosurie peut être signe de diabète.

### Rétention aiguë d'urine
La rétention aiguë d'urine est l'incapacité d'uriner malgré le remplissage de la vessie. Elle peut avoir plusieurs origines.